# Troy McClure
Troy McClure é um personagem fictício da série de desenho animado de televisão Os Simpsons, dublado por Phil Hartman e teve sua primeira aparição em "Homer Contra Lisa e o 8º Mandamento". Depois do assassinato de Hartman em 1998, o personagem foi retirado (junto com outro personagem de Hartman, Lionel Hutz). A última aparição do personagem foi no terceiro episódio da 10ª temporada, chamado "Bart the Mother". Troy é um protótipo dos personagens de Hollywood; um apresentador repelente que apresenta videos educativos, dublagens e anúncios. Em parte de sua carreira, Troy McClure teve um mínimo sucesso. Pagam-lhe para que sempre que começa um programa com sua voz recorde antigos shows seus com sua típica frase "Oi, sou Troy McClure. Talvez me recordem de outros/as (películas, videos educativos, filmes, dublagens ou até funerais) como…", e depois diz alguns (normalmente estranhos) títulos de seus shows de série B que pagam suas faturas, mas lhe custa muito ganhar Óscares.
A carreira de Troy esteve em baixo devido aos seus infrequentes problemas, aparentemente relacionada à "dormir com peixes". Casou-se com a irmã de Marge Simpson, Selma Bouvier, o que reviveu sua carreira e a lançou ao estrelato com "Detenham o Planeta dos Macacos, Que Eu Me Desço", um mal musical imitando ao Planeta dos Macacos (o episódio foi criado antes da versão moderna do 2001). Mas Selma, que aceitou o falso casamento, não tolerou mais quando os empresários de Troy quiseram que tivessem um filho. Nestes momentos Troy está passando a maior parte de seu tempo com seus amigos aquáticos.

## Morte de Phil Hartman
No início do mês de Junho uma terrível tragédia aconteceu: Phil Hartman, o grande comediante canadense que brilhou no clássico Saturday Night Live, e que realizou inúmeras participações nos Simpsons, inclusive nos personagens fixos Troy McLure e o advogado picareta Lionel Hutz, foi encontrado morto em sua casa, onde também estava o corpo de sua esposa. A polícia suspeita que ela o tenha assassinado por motivos passionais.
Esta não é a primeira baixa que a equipe de produção sofre: a atriz Doris Grau, que fazia a voz da Merendeira Doris também faleceu em 30 de dezembro de 1995, vítima de parada respiratória. Ela chegou a fazer outras vozes também na série.